# Amazonas (capoeira)
Pour les articles homonymes, voir Amazonas.
Le jeu d'amazonas est le jeu adopté pour le toque d'amazonas. Il a été créé et développé par Mestre Camisa dans les années 2000 et caractérise un jeu où l'on imite le mouvements des animaux. Il y a certains animaux et déplacements de base mais on ne se limite pas qu'à ces derniers, et la créativité des joueurs peut donner lieu à des trucs inédits, tant que l'expression de l'animal imité y est. Au niveau du jeu, il n'y a pas de ginga; la "rapidité" est la même que pour la benguela, les coups de pied utilisés aussi. Mais il y a une grande différence: contrairement à la benguela où l'on ferme son corps quand l'adversaire tente de pénétrer, ici le jeu doit être ouvert. C'est un jeu imbriqué, où les partenaires doivent passer l'un en dessous de l'autre, au-dessus, par les côtés; entre les jambes, les bras… tout en bougeant comme un animal.
Il y a 3 types de mouvements d'amazonas. Les déplacements, les attaques et les floreios:

## Déplacements

### Aranha
Se déplacer en aranha (araignée, en portugais) consiste à se déplacer en ponte (en faisant le pont).

### Cachorro
Le cachorro (chien) ou cachorro mixando no poste ("chien qui pisse sur le poteau") consiste à se tenir en équilibre sur les mains en levant une jambe sur le côté, de la même manière qu'un chien qui pisse. C'est une position idéale pour précéder l'aú ou pour suivre une meia-lua de compasso.

### Canguru
Le canguru (kangourou) consiste à faire un large saut vers l'avant avec les jambes jointes.

### Caracol
Le caracol (escargot) consiste à se déplacer sur le côté en posant un pied à plat au sol, le genou plié, et l'autre pied sur la cuisse de la jambe pliée. On pose les deux mains au sol du côté de la jambe levée. Ce déplacement est souvent considéré comme le plus difficile à réaliser physiquement.

### Caranguejo
Le caranguejo (crabe) consiste à se déplacer en queda de quatro vers l'avant, l'arrière ou les côtés.

### Cobra
La cobra (serpent) consiste à se déplacer en ondulant face au sol, les pieds joints et le torse posé sur les mains. Les mains doivent être l'une sur l'autre ou du moins le plus proche possible, et les coudes sous le corps.

### Coelho
Le coelho (lapin) consiste à se déplacer en sautillant à 4 pattes, les genoux à l'intérieur des bras. Il faut plonger vers l'avant et déposer les mains en premier, puis ramener les genoux entre les bras.

### Elefante
L'elefante (éléphant) consiste à marcher à 4 pattes, les bras et jambes tendus, en les bougeant de manière asymétrique.

### Girafa
La girafa (girafe) consiste à marcher l'amble à 4 pattes, les bras et jambes tendus (en les bougeant symétriquement).

### Gorila
Le gorila (gorille) consiste à se déplacer à 4 pattes, les bras tendus et les jambes pliées, en s'appuyant sur les mains repliées (sur les phalanges).

### Grilo
Le grilo (grillon) consiste à se mettre face au sol et se déplacer en sautillant avec les mains et les pieds en même temps. Le corps est tendu et repose uniquement sur les deux pieds et les deux mains. Les pieds sont joints, et les mains sont sous les épaules, les coudes collés contre le corps.

### Hipopótamo
L'hipopótamo (hippopotame) consiste à marcher à 4 pattes en sautillant légèrement sur les pieds. Ces derniers doivent fouetter derrière les genoux.

### Jacaré
Le jacaré (alligator), également appelé crocodilo (crocodile), consiste à ramper au sol en appui sur les mains et les pieds uniquement, en pliant une jambe pour déposer le pied à plat, l'autre jambe étant tendue. Les mains doivent être orientées vers la jambe pliée.

### Lagarta
La lagarta (chenille) est un déplacement à 4 pattes qui consiste à se laisser tomber sur les mains, le corps droit, puis à avancer les pieds vers l'avant en levant le bassin jusqu'à se retrouver bras et jambes tendus sur le sol.

### Lagarto
Le lagarto (lézard) également appelé lagartixa (gecko), est un déplacement qui imite l'allure d'un lézard du désert qui lève successivement une patte avant en même temps que la patte arrière opposée. Par exemple, on lève le bras droit et la jambe gauche en ne restant en appui que sur le bras gauche et la jambe droite, puis on sautille pour inverser la position des membres en même temps. Le corps, les bras et les jambes doivent rester tendus.

### Onça
La onça (jaguar), également appelée pantera (panthère), est un déplacement simple à 4 pattes. Les bras et les jambes doivent être légèrement fléchis et la nuque entre les épaules.

### Sapo
Le sapo (crapaud) consiste à se déplacer en sautillant à 4 pattes, les genoux à l'extérieur des bras. Il faut plonger vers l'avant et déposer les mains en premier, puis ramener les genoux en laissant les bras entre ceux-ci.

### Tartaruga
La tartaruga (tortue) consiste à marcher sur les mains en laissant glisser les pieds sur le sol. Les genoux doivent être proches du sol et les pieds orientés vers l'extérieur.

### Tatu
Le tatu (tatou) consiste à marcher à 4 pattes en gardant les bras et les jambes pliées et presque jointes. Les doigts doivent être un peu repliés (s'appuyer sur la première phalange).

### Urso
L'urso (ours) consiste à marcher à 4 pattes en croisant les jambes de derrière (une jambe chasse l'autre sur le côté). Les mains doivent être orientées vers l'intérieur.

## Attaques

### Ataque da cobra
(chute)

## Floreios

### Caramujo
(Rolê do caracol)